# Шмыг, Иван Николаевич
Иван Николаевич Шмыг (27.11.1923 — 19.08.1984) — командир отделения 990-го стрелкового полка, (230-й стрелковой дивизии, 9-го стрелкового корпуса, 5-й ударной армии, 1-й Белорусский фронт) младший сержант. Герой Советского Союза.

## Биография
Родился 27 ноября 1923 года в селе Чернобай, ныне посёлок городского типа Чернобаевского района Черкасской области. Украинец. Член ВКП(б)/КПСС с 1949 года. Окончил семилетнюю школу в Чернобае, поступил учиться в школу фабрично-заводского ученичества при Новокраматорском машиностроительном заводе имени В. И. Ленина. Работал токарем.
В Красной Армии с декабря 1943 года. В действующей армии с октября 1944 года. Был ранен.
Первое боевое крещение Иван Шмыг получил под городом Гнезно. Рота, в которой служил младший сержант Шмыг, обойдя озеро, взяла в кольцо врага. За мужество, проявленное в этом бою, Шмыг был награждён орденом Красной Звезды.
Командир отделения 990-го стрелкового полка младший сержант Шмыг особо отличился в ходе Берлинской операции.
В конце апреля 1945 года он вместе с отделением переправился через реку Шпрее, бесшумно снял часового, охранявшего мост через реку, и ворвался во вражескую траншею. В рукопашном бою и гранатами был уничтожен расчёт противотанкового орудия. На ходу были оборваны провода к взрывчатке, расположенной на опорах моста. Противник предпринял попытку отбить утраченные позиции. Бой длился двенадцать часов. За это время через мост переправились основные силы дивизии. За мужество и отвагу, проявленные в этом бою, Иван Николаевич Шмыг был удостоен второго ордена Красной Звезды.
30 апреля 1945 года в уличном бою в Берлине на пересечении Альт-Якобштрассе и Орланиенштрассе противники построили дот. Всё пространство перед дотом на двадцать метров было совершенно гладким и простреливалось. Но Шмыг нашёл выход из положения. По его просьбе сапёры подорвали одну уцелевшую стену находившегося напротив разрушенного дома. Рухнувшая стена легла до самого дота. С наступление темноты младший сержант приблизился к доту и забросал его гранатами, уничтожив вражеский пулемёт с прислугой. Затем со своим отделением ворвался в здание имперской типографии, занятое гитлеровцами, и в рукопашном бою уничтожил четырёх солдат противника. Отделение блокировало двери в помещение первого этажа и в подвал и заняло оборону. По приказу младшего сержанта Шмыга был сделан пролом в полу. В подвале оказалось много противников. В ходе боя свыше пятидесяти противников были уничтожены гранатами, а тридцать солдат и офицеров сдались в плен. Отделение овладело опорным пунктом врага, дало возможность другим подразделения полка значительно продвинуться вперёд.
Указом Президиума Верховного Совета СССР от 15 мая 1946 года за мужество, отвагу и героизм, младшему сержанту Шмыгу Ивану Николаевичу присвоено звание Героя Советского Союза с вручением ордена Ленина и медали «Золотая Звезда».
После войны старшина Шмыг демобилизован. Жил и работал в посёлке городского типа Чернобай. Умер 19 августа 1984 года.
Награждён орденом Ленина, двумя орденами Красной Звезды, медалями.